# Orden de las Palmas Académicas
La Orden de las Palmas Académicas (en francés: l'ordre des Palmes académiques) es un honor de Francia para académicos y personalidades por sus méritos en los campos de la cultura y la educación. 

## Historia
Originalmente fue una condecoración impuesta por el emperador Napoleón I a eminentes miembros de la Universidad de París, y adquirió su forma de orden actual el 4 de octubre de 1955, siendo René Coty, presidente. Después de 1955, las insignias están compuesta por dos ramas idénticas, cuyo diseño fue realizado por el artista decorador Raymond Subes.
Los primeros condecorados con las Palmas Académicas fueron instituidas el 17 de marzo de 1808 y les fueron entregadas solamente a profesores y académicos. En 1850, la condecoración estaba dividida en dos clases:
- Officier de l'Instruction Publique (Oficial de Instrucción Pública, Palmas de oro)
- Officier d'Académie (Oficial de Academia, Palmas de plata);

En 1866, el alcance de la concesión se amplió para incluir grandes contribuciones a la educación nacional y la cultura francesa realizadas por cualquier persona, incluyendo extranjeros. También se dejó a disposición de todos los expatriados franceses que hiciesen contribuciones importantes a la expansión de la cultura francesa en el resto del mundo.
Desde 1955, la Orden de las Palmas Académicas tiene tres grados:
- Commandeur (Comendador)
- Officier (Oficial)
- Chevalier (Caballero).

## Condecorados
Algunos de los condecorados de la orden son los siguientes:
| - Charline Avenel - Edmon Colomer - Lourdes Arizpe - Luis Aroz Pascual - Fernando Palatín - Alberto Assa - Salvador Azuela - Santiago Burgos Brito - Jesús Castillo - Hilda Dianda - Didier Fassin - Gabriel Ferraté Pascual - Alfred Figueras - Fernando García de Cortázar - Miguel González Garcés - Manuel José García-Mansilla - Efraín Huerta - Emilio Lamo de Espinosa - Miguel de la Madrid Hurtado - José María Maravall | - José Víctor Mejía de León - Víctor Mideros - María Tereza Montoya - María Luz Morales - José Antonio Padilla Segura - Pablo Enrique Penchaszadeh - Roberto Prudencio Romecín - Fernando Silva Espinoza - José Tola Pasquel - Alejandro Topete del Valle - Arqueles Vela - Félix Vidal Costa | - Donald Adamson - Paul Ahyi - Reina consorte Masenate de Lesoto - Príncipe Soberano Alberto II de Mónaco - Claude Bouscau - Jacques Chastenet - Gabriel de Broglie - Prince Louis de Broglie - Jacqueline de Romilly - Charles du Rieu de Maisonneuve - Hatoon al-Fassi - Marc Ferro - Marcel Gili - Vladimir Kaspé - José Pedro Lamek - Edward Langille | - Gérard Lanvin - Jean-Maurice Mourat - Guido Nonveiller - Antoine Poncet - Salvador Romero Pittari - Pierre Louis Rouillard - Belisario Ruiz Wilches - Roger Taillibert - Noureini Tidjani-Serpos - Félix Trombe - Elías Vidal Figueroa - Philippe Zawieja - Antonio Caso - Samuel Ramos - Marilena de Souza Chaui - Arturo Reyes Sandoval |